# アイオワ (戦艦)
アイオワ（USS Iowa, BB-61）は、アメリカ海軍の戦艦。アイオワ級戦艦のネームシップ。艦名はアイオワ州に因む。この名を持つ艦としては4隻目。

## 艦歴
アイオワは1940年6月27日にニューヨーク海軍造船所で起工した。「ビッグ・スティック（The Big Stick）」の愛称で呼ばれたアイオワは1942年8月27日にアイロ・ウォーレス（ヘンリー・A・ウォーレス副大統領夫人）によって命名、進水し、1943年2月22日に初代艦長ジョン・L・マックレア大佐の指揮下就役した。就役直後は灰色2色の階調迷彩（Ms.22）、太平洋配備後は黒と灰色の特殊階調の二色迷彩が施されていた。

### 第二次世界大戦
1943年2月24日、アイオワはチェサピーク湾で慣熟訓練に出港し、その後大西洋岸に沿って整調航海を行った。8月27日にニューファンドランド島のアージェンティアに向かい、ノルウェー水域で作戦活動にあったドイツ戦艦ティルピッツの脅威に備えた。9月にイギリス海軍の攻撃によりティルピッツが行動不能になると、同海域を離れた。
11月にアイオワはカイロ会談、テヘラン会談に出席するフランクリン・ルーズベルト大統領を乗せ、カサブランカと米本国を往復していた。また、この時ルーズベルト大統領はポリオに苦しめられていたため、本艦には浴槽が設置されたほか、車椅子を収容可能なサイズのエレベーターが設けられた。11月14日に雷撃訓練中にルーズベルト大統領が乗船している仮想標的のアイオワに、駆逐艦ウィリアム・D・ポーター（USS William D. Porter、DD-579）から過失で仮想魚雷発射中に実弾魚雷1本が誤射され、アイオワは回避運動して魚雷を振り切った。
1944年1月2日にアイオワは第7戦艦戦隊の旗艦として太平洋水域に出動、マーシャル諸島攻略に加わった。1月29日から2月3日までフレデリック・C・シャーマン海軍少将率いる空母機動部隊のクェゼリン環礁、エニウェトク環礁への攻撃を支援した。続いてトラック島、カロリン諸島攻撃の支援に参加、アイオワと僚艦は2月16日に分派されて北に退却する日本軍艦艇への攻撃に向かった。2月21日にはマリアナ諸島のサイパン、テニアン、ロタ、グアムに初めての空襲を行なう高速機動部隊に随伴した。
3月18日、ウィリス・A・リー海軍中将の旗艦としてアイオワはミリ環礁への砲撃に参加するが、戦闘時に日本軍の砲撃を受け損傷した。損害は軽微で攻撃は継続された。その後3月30日に第58任務部隊に合流し、パラオおよびカロリン諸島のウォレアイ環礁への航空攻撃（パラオ大空襲）を数日間支援した。
4月22日から28日までアイオワはホーランジアの戦いにおいてホーランジア、アイタペ、ワクデでの陸軍の攻撃支援を行い、29日、30日は機動部隊によるトラック島への再攻撃に参加、5月1日はポナペの日本軍施設に対する砲撃を行った。
6月12日には空母部隊によるサイパン、テニアン、グアム、ロタおよびパガン諸島に対する攻撃時、空母の護衛を行った。13日、14日は空母部隊から離れサイパン、テニアンに対する砲撃を実施した。6月19日のマリアナ沖海戦では第58機動部隊の一部として日本艦隊からの4度の大規模な攻撃に対する戦闘を行った。この戦闘では日本の艦載機戦力のほとんどが壊滅したが、その中でアイオワも3機を撃墜した。さらに追撃を行ない、1機の雷撃機を撃墜、僚艦と共にもう1機を破壊した。
7月はマリアナ諸島に留まりパラオへの空襲とグアムへの上陸支援を行った。一ヶ月の休養の後エニウェトクから第3艦隊の一部として再配置されたアイオワは、9月17日にペリリュー島上陸の支援を行い、その後フィリピン攻略支援を行った。10月10日にアイオワは沖縄水域に到着、沖縄諸島、台湾への攻撃を行い、10月18日にルソン島攻撃、20日にはマッカーサー将軍率いるレイテ島上陸部隊の支援を行った。
アメリカ軍のフィリピン攻略に対する反撃として、日本海軍はレイテ湾のアメリカ軍に対して大規模な艦隊戦を挑んだ。10月24日のシブヤン海海戦で、アイオワは第38任務部隊と共にあった。日本の栗田艦隊はシブヤン海を通りサンベルナルジノ海峡へ向かっていたが、激しい空襲を受けていったん反転した。ウィリアム・ハルゼー提督は栗田艦隊反転の知らせを聞き、栗田艦隊はすでに戦闘能力を失ったと判断した。アイオワと第38任務部隊は北方の小沢艦隊の後を追った。そして10月25日、小沢艦隊がアイオワ主砲の射程内に入る寸前に、再反転した栗田艦隊がサマール島沖でアメリカ軍護衛空母部隊を攻撃しているとの知らせが入った。アメリカ軍上陸拠点に対するこの脅威のため、アイオワと第38任務部隊はやむなく反転して脆弱な「ベビー・キャリアー」の支援に向かった。しかしながらその時すでに、護衛空母の奮戦は日本艦隊の攻撃を退け、アイオワは水上戦闘の機会を逃した。レイテ沖海戦の後もアイオワはフィリピン沖に留まり、ルソン島と台湾に対する空母の攻撃を支援した。しかし1944年12月にコブラ台風で1のプロペラ推進軸を損傷し、修理のためアメリカ西海岸に向かった。
アイオワは1945年1月15日にサンフランシスコに修理と近代化改装のため到着し、3月19日に沖縄に向けて出航、4月15日に到着した。沖縄戦では上陸部隊支援の空母に対する護衛を行った。その後5月25日から6月13日まで九州南部に対する空襲を支援した。アイオワは日本本土の製鉄所や産業施設に対する攻撃に参加し、7月14日、15日には北海道の室蘭市を砲撃（室蘭艦砲射撃）、17日、18日には茨城県の日立市および勝田町（現ひたちなか市）に対して砲撃を行っている。8月15日の終戦までアイオワは空母部隊の支援を継続した。
アイオワは8月29日に占領軍と共に東京湾に入った。9月2日の降伏調印式に旗艦として参加し、その後9月20日に帰国の途についた。
ワシントン州シアトルに10月15日に到着し、その後1946年1月に第5艦隊旗艦として再び日本へ向かった。アイオワは旗艦任務を3月25日まで継続し、その後1948年9月まで西海岸で作戦活動に従事、予備役兵の訓練および艦隊との演習を行った。アイオワは1949年3月24日に予備役となった。

### 朝鮮戦争

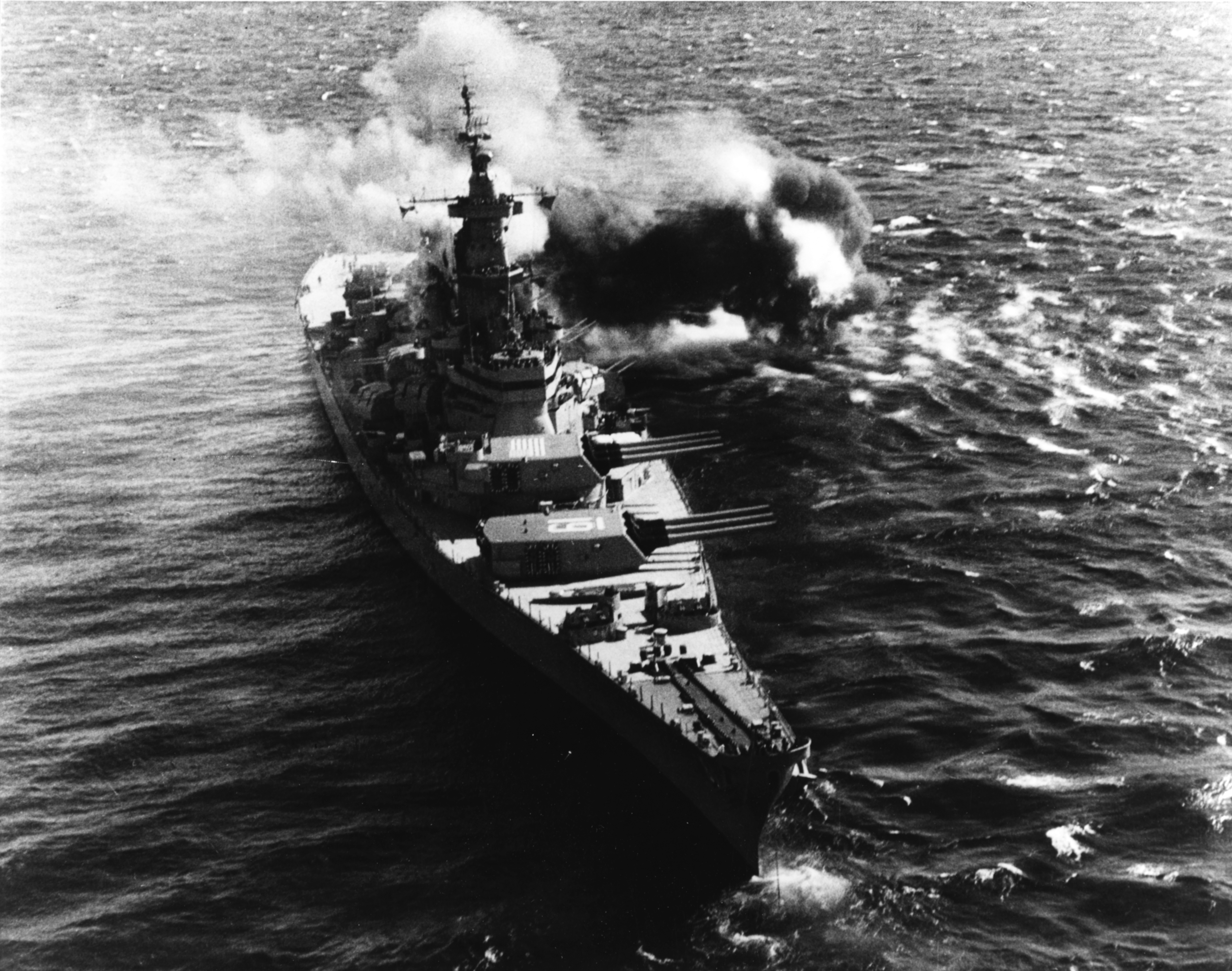
北朝鮮に砲撃を行うアイオワ（1952年）

朝鮮戦争の勃発で艦隊の充実が急務となり、アイオワは1951年8月25日にウィリアム・R・スメッドバーグ三世艦長の指揮下再就役した。1952年3月まで西海岸で作戦活動を行った後極東へ展開した。1952年4月1日にロバート・P・ブリスコー海軍中将率いる第7艦隊の旗艦として横須賀を出港、韓国で国連軍を支援した。4月8日から10月16日までアイオワは朝鮮半島東海岸沖で活動し、城津、興南、高城への艦砲射撃で地上部隊を支援した。この間にブリスコー中将はジョゼフ・J・クラーク海軍中将と交代し、クラーク中将は10月17日まで旗艦としてアイオワを使用し続けた。アイオワは10月19日に横須賀を出港しオーバーホールのためノーフォークに向かい、その後カリブ海で訓練活動を行った。
アイオワは海軍士官学校生を乗艦させ1953年7月に訓練のため北ヨーロッパへ向かった。その後すぐにNATOの大規模訓練演習、オペレーション・マリナーに、エドマンド・T・ウルドリッジ海軍中将率いる第2艦隊の旗艦として参加した。この演習の後は1954年の秋までヴァージニア岬水域で活動した。1954年9月に大西洋艦隊戦艦巡洋艦部隊の指揮官R・E・リビー海軍少将の旗艦となった。
1955年1月から4月までアイオワは第6艦隊配属戦艦として地中海への拡張巡航を行なった。6月1日に海軍士官学校生の訓練巡航に出航し、帰還すると4か月のオーバーホールのためにノーフォーク入りした。修理の間も1957年1月4日まで断続的な訓練演習を継続し、その後地中海の第6艦隊に合流するためノーフォークを出港した。地中海での任務が完了するとアイオワは海軍士官学校生を乗艦させ南アメリカでの訓練巡航を行い、1957年6月13日には国際海軍調査にハンプトン・ローズから参加した。
1957年9月3日、アイオワはNATOのオペレーション・ストライクバックへの参加のためスコットランドへ出航した。1957年9月28日にノーフォークに帰還し、10月22日にフィラデルフィア海軍造船所に向けてハンプトン・ローズを出港した。1958年2月24日に予備役となりフィラデルフィアで大西洋予備役艦隊入りした。

### 三度目の就役

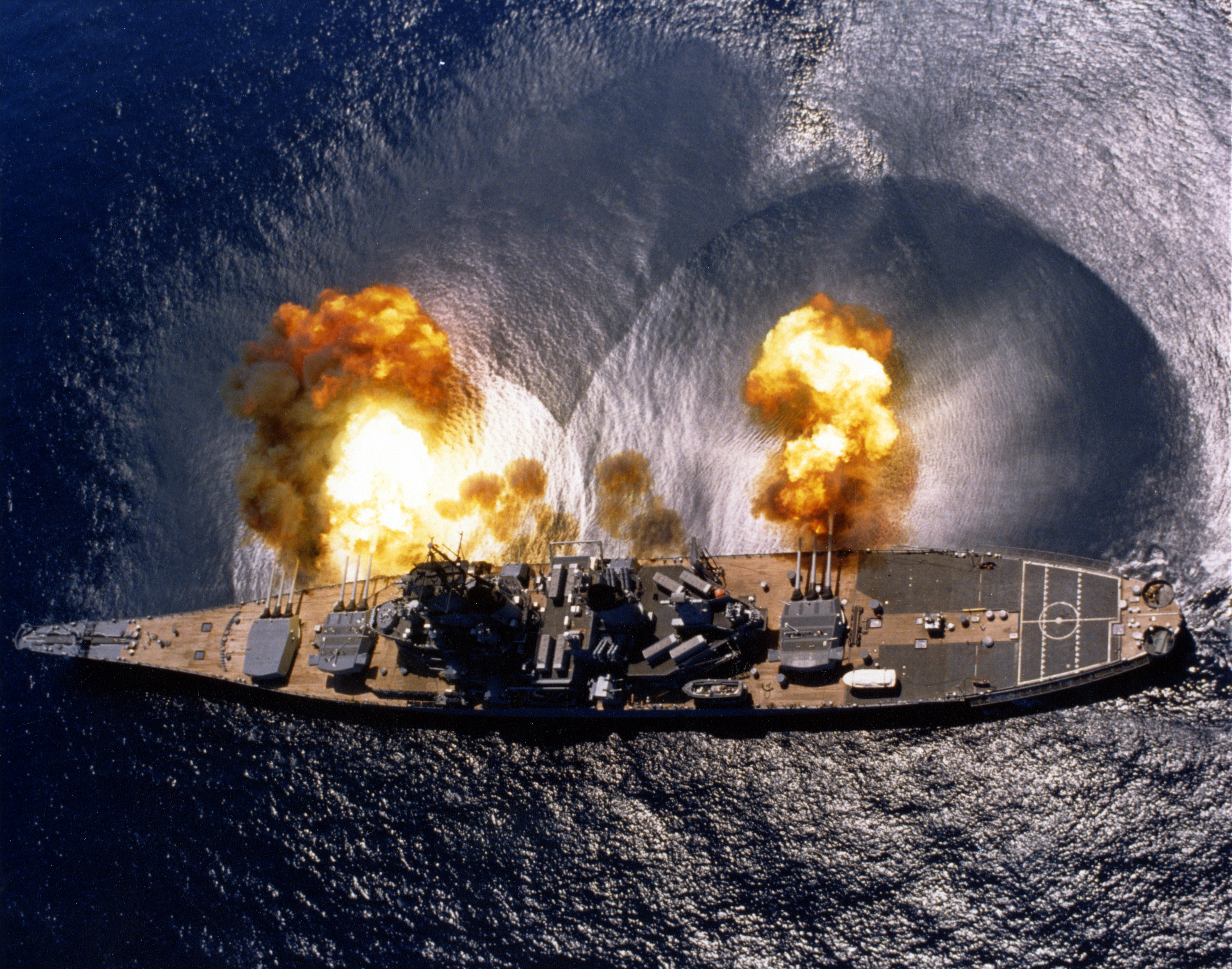
主砲を斉射するアイオワ（1984年）

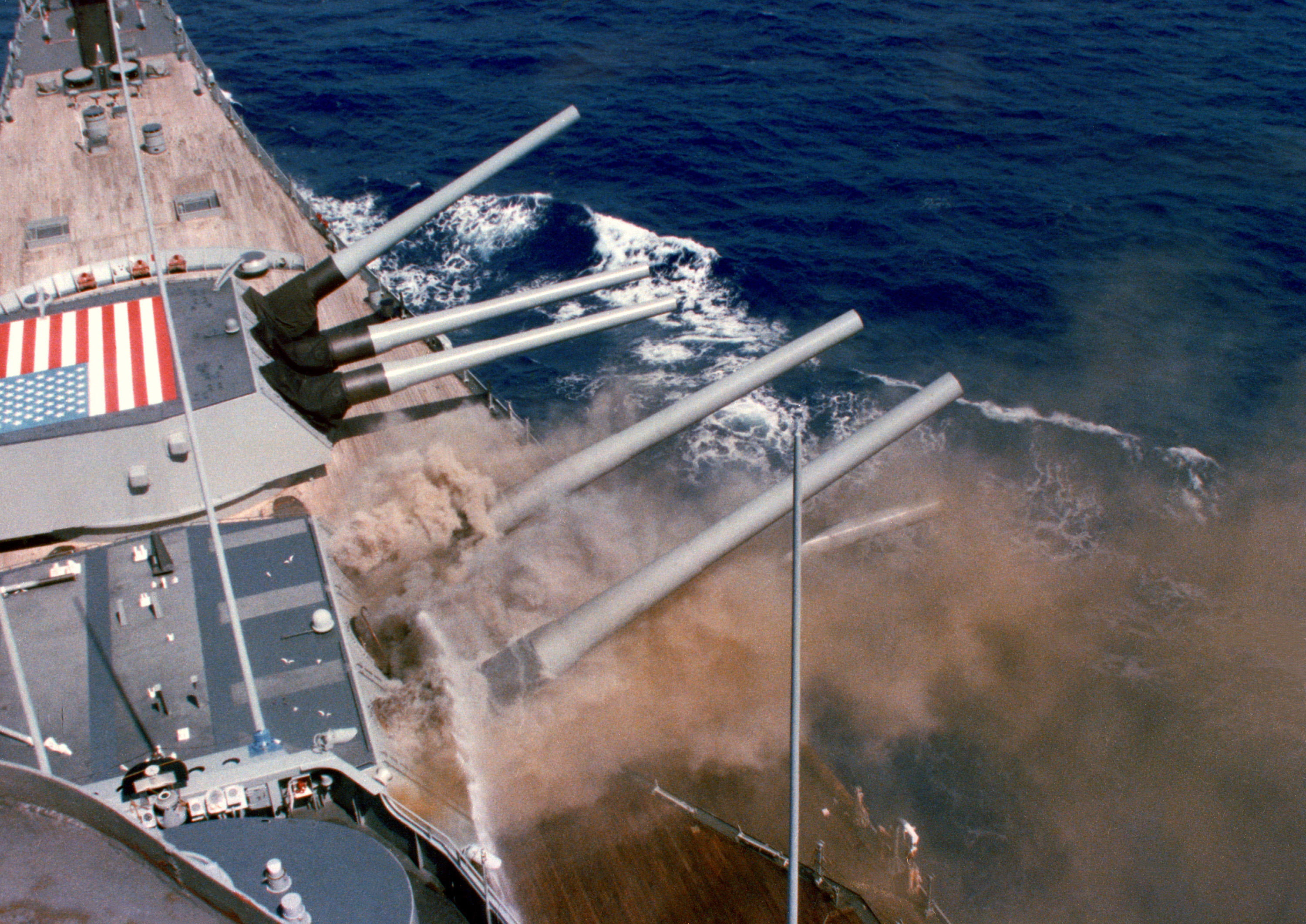
2番砲塔の爆発事故（1989年）

25年にも及ぶモスボール保管の後、アイオワは同級三隻と共にレーガン政権下の「600隻艦隊構想」で再就役が決定し、ルイジアナ州ニューオーリンズのエイボンデール造船所で近代化改修が開始された。その後ミシシッピ州パスカグーラのインガルス造船所で改修が完了し、1984年4月28日に再就役した。アイオワは1984年、85年、86年、87年から88年にかけてヨーロッパ水域に展開した。この間に海軍はニューヨーク、スタテン島のステープルトンに母港を建設する予定であったが、その計画は取りやめとなった。
1989年4月19日、二番砲塔内で爆発事故が発生し47名が死亡した（戦艦アイオワ砲塔爆発事故）。海軍犯罪捜査局は当初クレイトン・ハートウィグという水兵が二番砲塔内で爆発物を爆発させ自殺したと断定したがこの説は後に放棄された。アイオワ艦長フレッド・ムーサリーは問題の取り扱いに関して非難され、海軍は砲塔内での装薬取り扱い手順を変更した。同年中頃にアイオワはヨーロッパと地中海に展開した。1990年10月26日に予備役となった時点で二番砲塔は修理されなかった。
アイオワは予備役艦隊の一部としてニューポートの海軍教育訓練センターに1998年9月24日から2001年3月8日まで係留され、2001年4月21日にサンフランシスコのサスーン湾（日本では「スイスン湾」の表記もある）内の海軍予備役艦艇泊地に移動した。
アイオワは砲塔爆発事故を起こしたにもかかわらず予備役のままにあった。姉妹艦のニュージャージーの方が良好な状態にあり、16インチ砲訓練機構は溶接されていたが、海軍はニュージャージーをモスボール化することに決定した。ニュージャージー補修のコストはアイオワを補修するより少額ですむと考えられたが、1999年のストローム・サーモンド国防認可法によりニュージャージーの代わりにアイオワの補修が要求された。また海軍はニュージャージーをすでに博物館として寄贈する準備をしていたため、1999年1月に海軍はアイオワとニュージャージーの処遇を切り替え、ニュージャージーはニュージャージー州カムデンの手に渡った。
アイオワは1996年の国防認可法に従い2006年まで維持され、海軍長官はアイオワを除籍し博物館へ転用できるようにしたが、近代海軍での戦艦の存在意義を信じる人達がこれに反対した。

### 現在

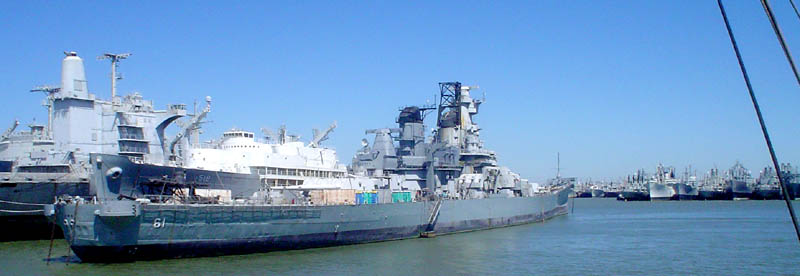
スイスン湾に係留されるアイオワ（2007年2月）

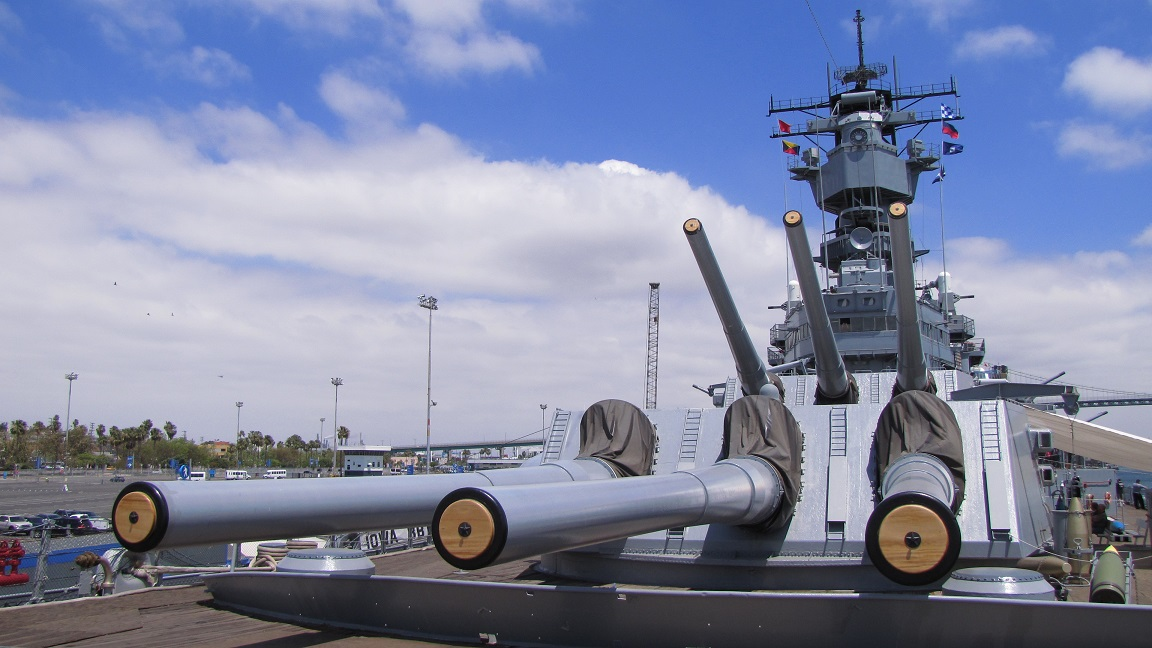
ロサンゼルス港で博物館として公開されているアイオワ（2015年5月）

数ヶ月にわたってカリフォルニア州サンフランシスコでアイオワを博物館として公開するという計画が考えられたが、2005年にサンフランシスコ市議会がアイオワの補修維持を行う案を8対3で否決し、これによってストックトンがアイオワを誘致することとなった。ストックトンは年間約125,000人の観光客を見込んで、サンワーキン川正面の8,000m2をアイオワ停泊のために準備した。アイオワは博物館転用のためロードアイランド州ニューポートのニューポート海軍基地で一時的にドック入りした。
2006年の国防認可法によりアイオワとウィスコンシンの除籍が可能になり、両艦を博物館として寄贈できるようになり、2006年3月17日に公式に除籍された。NPO法人「太平洋戦艦センター」がアイオワをロサンゼルスの港に回航し、博物館として公開されている。
アイオワは第二次世界大戦の戦功により9つの、朝鮮戦争の戦功により2つの従軍星章を受章した。